# BRM-1
BRM-1 je sovětské, resp. ruské pásové obojživelné obrněné vozidlo postavené na bázi BMP-1 určené k vedení taktického průzkumu z počátku sedmdesátých let 20. století. Bylo vyráběné ve dvou verzích, BRM-1 jako verze základní, BRM-1K s radiolokační stanicí PSNR-5K. Do konce 80. let bylo vyrobeno kolem 2000 kusů.
Roku 1995 se začaly vyrábět modernizované stroje BRM-3.

## Uživatelé
- SSSR, Československo, Polsko, NDR